# Schas

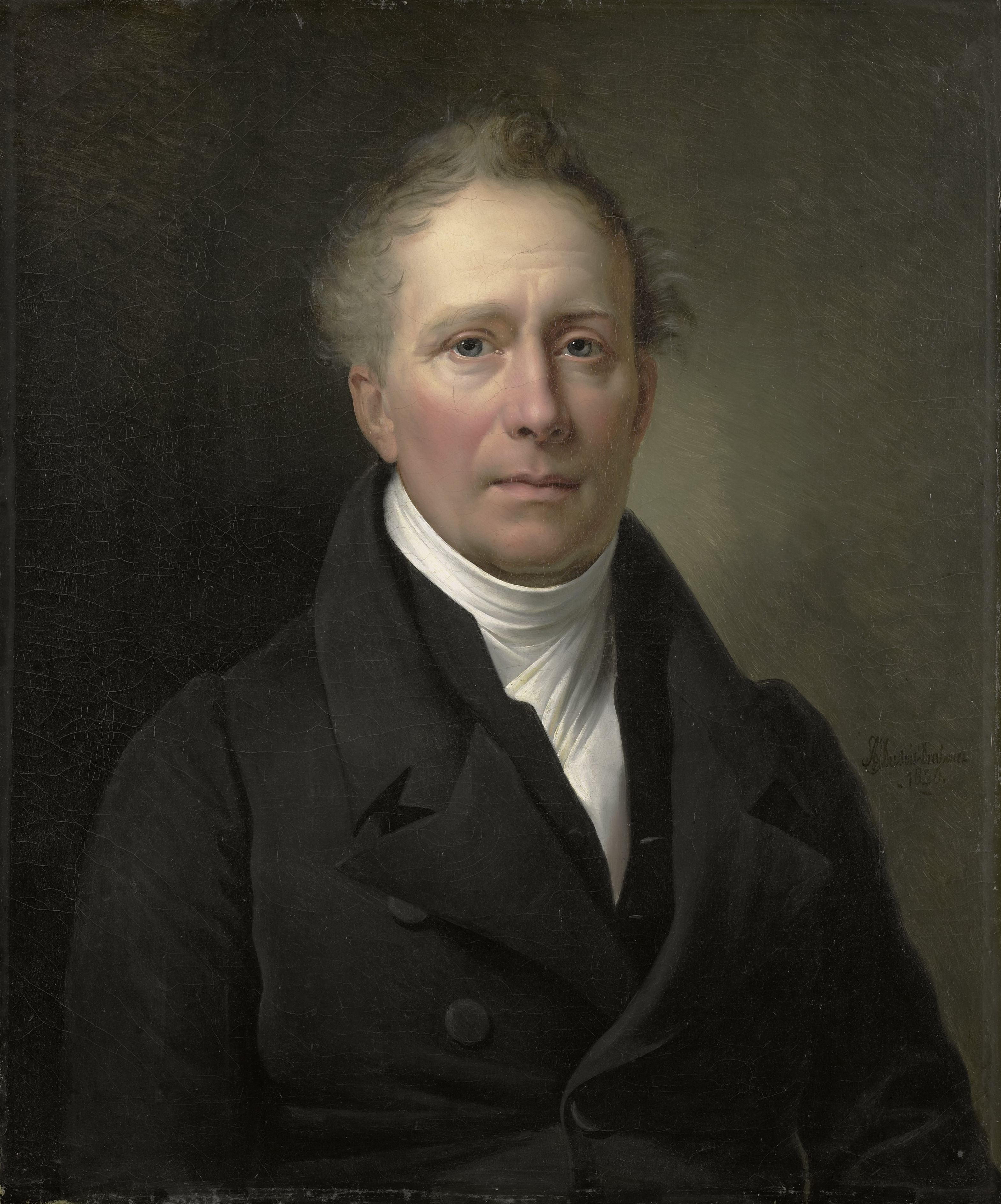
Daniël Francis Schas (1772-1848)

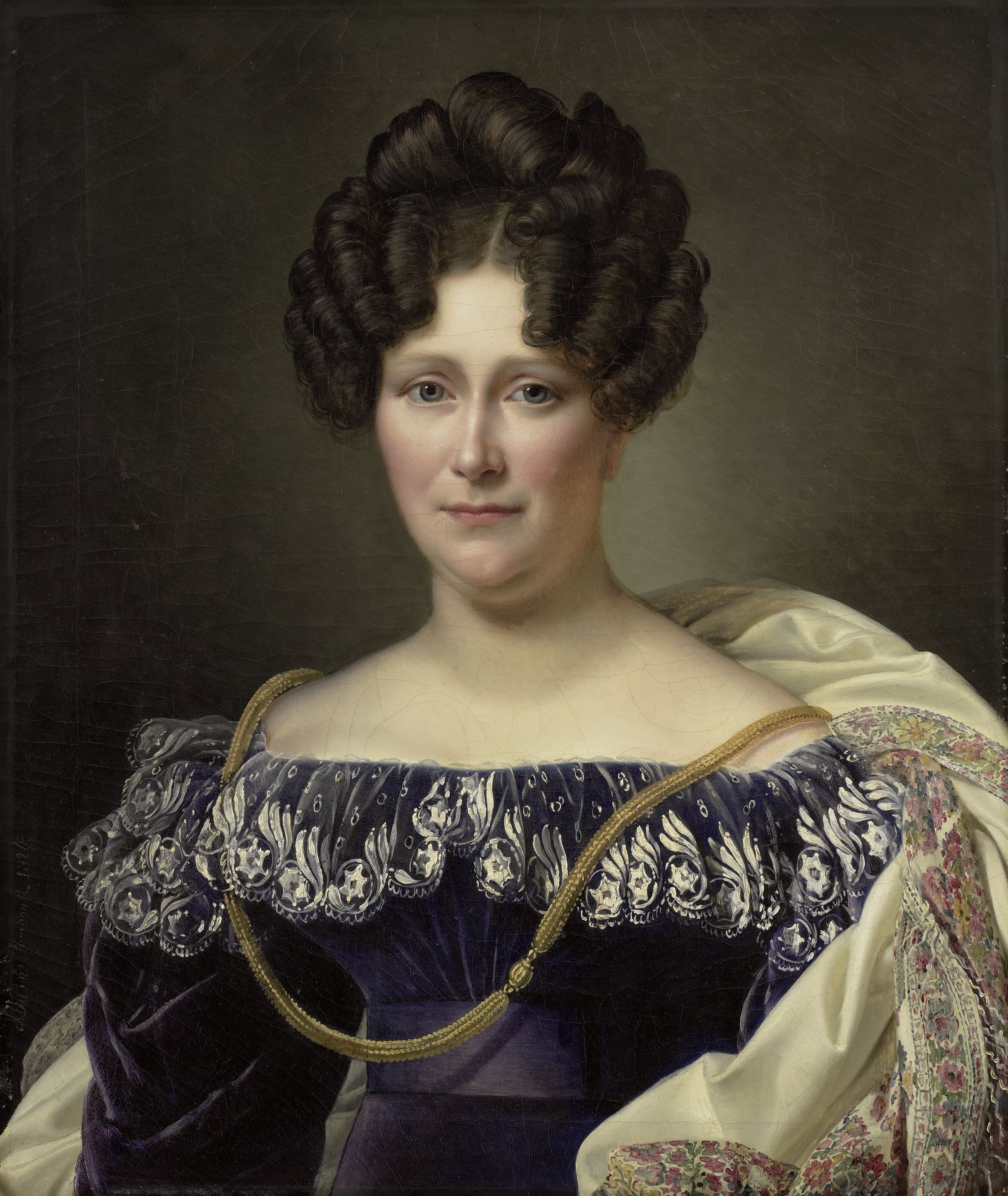
Johanna Henriette Engelen (1789-1878)

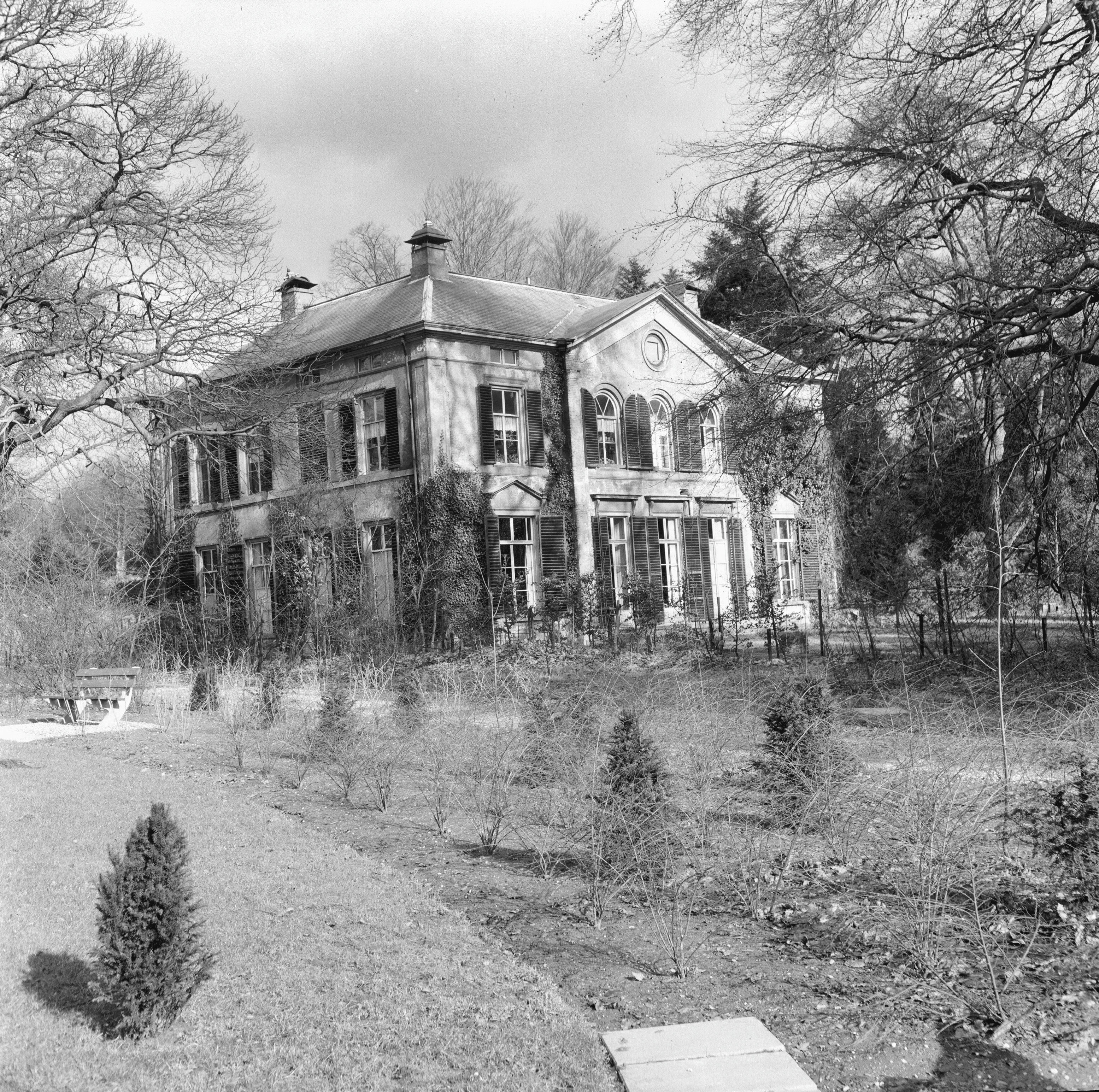
Zicht over de tuin naar de voorgevel met middenrisaliet - huis Rhederhof, 1965

Schas is een uit Duitsland afkomstig geslacht waarvan leden zich eind van de 16e eeuw in de Nederlanden vestigden.

## Geschiedenis
De stamreeks van de in Nederland gevestigde tak begint met Laurens Mathijsz Schas die lakenkoopman was te Leiden en Zegwaart en in 1619 overleed. De Nederlande tak werd in 1931 opgenomen in het genealogische naslagwerk Nederland's Patriciaat.

## Enkele telgen
Johan Schas (1584-1649), commies en substituut-ontvanger van de Generale Unie
- Laurens Schas, heer van Oud-Wulven (1634-1688), kanunnik van het kapittel van Oudmunster te Utrecht; trouwde in 1654 met Maria van Leeuwen, vrouwe van Rijnsweerde (1631-1711)
  - Mr. Johan Schas, heer van Kampestein en Rijnsweerde (1656-1726), advocaat, schepen bij het gericht van Eck en Wiel, eigenaar van de bierbrouwerij "De witte leeuw" te Vianen
    - Mr. Laurens Jan Schas (1695-1749), thesaurier, schepen en burgemeester van Vianen; trouwde in 1725 met Anna Boellaard (1697-1726), lid van de familie Boellaard
    - Anna Schas (1699-1763); trouwde in 1722 met Everdt Boellaard (1694-1729), schout en secretaris van Heicop en lid van de familie Boellaard

  - Helena Hendrina Schas (1660-1729); trouwde in 1680 met mr. Willem van Steenberch (1655-1731), raad, schepen en burgemeester van Amersfoort
  - Hendrik Schas (1662-1704)
    - François Schas (1698-1761), raad en rechter en eigenaar van plantages in Suriname
      - Mr. Francis (François) Willem Schas (1744-1800), schepen, eigenaar van de door zijn vader nagelaten plantages
        - Daniël Francis Schas (1772-1848), cornet en luitenant, raad en rechter in Suriname, lid van de Raad van koophandel en koloniën (1814-1820); trouwde in 1814 met jkvr. Johanna Henriëtte Engelen (1789-1878), eigenaar en bouwer van huis Rhederhof en lid van de familie Engelen
          - Francina Wilhelmina Maria Schas (1815-1851); trouwde in 1841 met Jacob Pieter Pompejus baron van Zuylen van Nijevelt (1816-1890), voorzitter ministerraad, minister
          - Jacoba Aletta Francina Schas (1818-1854); trouwde in 1854 met haar zwager Jacob Pieter Pompejus baron van Zuylen van Nijevelt (1816-1890), voorzitter ministerraad, minister
          - Mr. Willem Daniel Frans Schas (1821-1897), onder andere burgemeester van Zeist 1851-1863 en lid van Provinciale Staten van Utrecht
- Adriaan Schas, heer van Santhorst (1634-1698), resident van de vorst van Kurland
  - Barbara Schas (1655-1725); trouwde in 1670 met mr. Willem Fabricius, heer van Santhorst (1642-1708), raad, schepen en burgemeester van Haarlem en lid van de familie Fabricius
- Petrus Schas, heer van Oud-Wulven en Wayen (1636-1704), kanunnik van het kapittel van Oudmunster te Utrecht
  - Petrus Laurentius Schas, heer van Oud-Wulven en Wayen (1674-1710), kanunnik van het kapittel van Oudmunster te Utrecht

Geslachten die opgenomen zijn in het sinds 1910 verschijnende genealogische naslagwerk Nederland's Patriciaat. Lijst volgens opgave van het CBG Centrum voor familiegeschiedenis.
A · B · C · D · E · F · G · H · I · J · K · L · M · N · O · P · Q · R · S · T · U · V · W · Y · Z